# Маса (Пезаро и Урбино)
Маса је насеље у Италији у округу Пезаро и Урбино, региону Марке.
Према процени из 2011. у насељу је живело 86 становника. Насеље се налази на надморској висини од 511 м.